# Raionul Poltava, Poltava
Poltava (în ucraineană Полтавський район, transliterat: Poltavskîi raion) este un raion în regiunea Poltava, Ucraina. Are reședința la Poltava.
Are o suprafață de 10.849,6 km². Populația este de 600.500 locuitori, determinată în 2020.